# Diestota montana
Diestota montana är en skalbaggsart som beskrevs av Blackburn 1885. Diestota montana ingår i släktet Diestota och familjen kortvingar. Inga underarter finns listade i Catalogue of Life.